# Somebody Else's Coat
Pour plus de détails, voir Fiche technique et Distribution.
Somebody Else's Coat  (Чужой пиджак, Chuzhoy pidzhak) est une comédie muette soviétique réalisée par Boris Shpis (en) et sortie en 1927.
Le scénario est basé sur la nouvelle L'Inspecteur du gouvernement («Ревизор», 1926) de Benjamin Kaverine.

## Synopsis
Ayant découvert la perte d'un portefeuille contenant des documents et de l'argent du gouvernement sur la plage, le fonctionnaire indépendant décide de fuir dans la peur. Arrivé dans une petite ville, le héros se rend aux bains publics, où il échange accidentellement des vêtements et des documents avec l'inspecteur qui arrive. Les employés de la fiducie le prennent pour un inspecteur. Sans le vouloir, le malheureux caissier se retrouve dans la position de Khlestakov. Pendant ce temps, le véritable inspecteur apprend du candidat tous les outrages qui règnent dans le trust. Le malentendu est dissipé lorsque, fuyant la persécution des fraudeurs, l'inspecteur imaginaire rencontre enfin le vrai.

## Fiche technique
Sauf indication contraire, les informations mentionnées dans cette section peuvent être confirmées par la base de données cinématographiques IMDb,  présente dans la section « Liens externes ».
- Titre original : Chuzhoy pidzhak
- Réalisation : Boris Shpis  (en)
- Scénario : Adaptation de la nouvelle L'Inspecteur du gouvernement (1926) de Benjamin Kaverine
- Photographie : Andreï Moskvine, Ivan Tikhomirov
- Montage :
- Musique :
- Production :
- Sociétés de production : Lensovkino
- Pays de production : URSS
- Langue originale : muet, intertitres russes
- Format : noir et blanc
- Genre : comédie
- Durée : 63 minutes
- Dates de sortie[3] :
  - URSS : 1927

## Distribution
Sauf indication contraire, les informations mentionnées dans cette section peuvent être confirmées par la base de données cinématographiques IMDb,  présente dans la section « Liens externes ».
- Andreï Kostritchkine : Chuchugin, un caissier
- Ianina Jeïmo :
- Sergueï Guerassimov :  Skalkovsky
- Piotr Sobolevski :  Galaev
- Tamara Makarova :  Dudkina